# Arnold Alcolea
Alcolea  Nuñez est un nom espagnol. Le premier nom de famille, en général paternel, est Alcolea ; le second, en général maternel, souvent omis, est Nuñez.
Arnold Alcolea Nuñez (né le 25 avril 1982 à Santiago de Cuba) est un coureur cycliste cubain.

## Biographie
Il a été champion de Cuba sur route à trois reprises, en 2006, 2011 et 2014 et du contre-la-montre en 2006 et 2010. Il a également été médaillé lors des jeux panaméricains en 2010 et 2011, terminant respectivement deuxième et troisième. Sur piste, il termina second des jeux d'Amérique centrale et des Caraïbes en 2014 à Veracruz.

## Palmarès sur route

### Palmarès par années
- 2001
  - 3e du championnat de Cuba du contre-la-montre
- 2003
  - 2e étape du Tour de Cuba
- 2005
  - 2e du championnat de Cuba du contre-la-montre
- 2006
  -  Champion de Cuba sur route
  -  Champion de Cuba du contre-la-montre
  - 3e étape du Tour de Chiriqui
- 2007
  - 13e étape du Tour du Táchira
  - 5e et 6e étapes du Tour du Costa Rica
- 2008
  - 5e étape du Tour du Costa Rica
- 2009
  - Tour de Cuba :
    - Classement général
    - 8e étape
- 2010
  -  Champion de Cuba du contre-la-montre
  - Classement général du Tour de Cuba
  - 4e étape du Tour du Chiapas
  - 5e étape du Tour du Costa Rica
  -  Médaille d'argent de la course en ligne des championnats panaméricains
  - 2e du championnat de Cuba sur route
  - 3e de l'UCI America Tour
- 2011
  -  Champion de Cuba sur route
  -  Médaillé de bronze sur route aux Jeux panaméricains
- 2012
  - Trophée de la Caraïbe :
    - Classement général
    - 2e étape
- 2013
  - 4e étape du Trophée de la Caraïbe
  - 4e étape du Tour de l'Équateur
  - 2e du Trophée de la Caraïbe
- 2014
  -  Champion de Cuba sur route
  - 2e du championnat de Cuba du contre-la-montre

### Classements mondiaux
| Année            | 2005 | 2006 | 2007 | 2008 | 2009 | 2010 | 2011 | 2012 | 2013 | 2014 |
| ---------------- | ---- | ---- | ---- | ---- | ---- | ---- | ---- | ---- | ---- | ---- |
| UCI America Tour | 61e  | 45e  | 130e | 83e  | 3e   | 3e   | 13e  | 51e  | 23e  | 49e  |

### Résultats sur les championnats

#### Championnats panaméricains

##### Course en ligne
6 participations.
- 2005 : 15e au classement final[11].
- 2007 : 21e au classement final[12].
- 2009 : 4e au classement final[13].
- 2010 :  Deuxième de l'épreuve[14].
- 2011 : 9e au classement final[15].
- 2013 : 6e au classement final[16].

##### Contre-la-montre
3 participations.
- 2009 : 11e au classement final[17].
- 2010 : 5e au classement final[18].
- 2011 : 10e au classement final[19].

## Palmarès sur piste

### Jeux d'Amérique centrale et des Caraïbes
- Veracruz 2014
  -  Médaillé d'argent de la course aux points